# Uors-Peiden
Uors-Peiden è stato un comune svizzero di 90 abitanti nel distretto di Surselva (Canton Grigioni). 

## Storia
Il comune di Uors-Peiden stato istituito nel 1963 con la fusione dei comuni soppressi di Peiden e Uors e soppresso il 31 dicembre 2001: il 1º gennaio 2002 è stato aggregato agli altri comuni soppressi di Camuns, Surcasti e Tersnaus per formare il nuovo comune di Suraua. A sua volta Suraua il 1º gennaio 2013 è stato aggregato agli altri comuni soppressi di Cumbel, Degen, Lumbrein, Morissen, Vella, Vignogn e Vrin per formare il nuovo comune di Lumnezia, dal 2016 nella regione Surselva.